# Kvalifikace na Mistrovství světa ve fotbale 2014 (CONCACAF) – první fáze
V první fázi bylo 5 postupujících z předkola a 19 přímo nasazených rozlosováno do 6 skupin po čtyřech, ve kterých se utkali dvoukolově každý s každým doma a venku. Vítězové skupin následně postoupili do druhé fáze.

## Nasazení
K nasazení do losovacích košů byl použit žebříček FIFA z března 2011. Los se uskutečnil 30. července 2011 v Riu de Janeiro.
| Koš 4                                                  | Koš 5                                                                     | Koš 6                                                                            | Koš 7                                                                                   |
| ------------------------------------------------------ | ------------------------------------------------------------------------- | -------------------------------------------------------------------------------- | --------------------------------------------------------------------------------------- |
| Panama Kanada Salvador Grenada Trinidad a Tobago Haiti | Antigua a Barbuda Guyana Surinam Svatý Kryštof a Nevis Guatemala Dominika | Portoriko Barbados Curaçao Svatý Vincenc a Grenadiny Kajmanské ostrovy Nikaragua | Bermudy Belize† Dominikánská republika† Svatá Lucie† Bahamy† Americké Panenské ostrovy† |

† Vítězové předkola

## Skupiny

### Skupina A
| Tým                    | Z | V | R | P | VG | IG | +/- | B  |
| ---------------------- | - | - | - | - | -- | -- | --- | -- |
| Salvador               | 6 | 6 | 0 | 0 | 20 | 5  | +15 | 18 |
| Dominikánská republika | 6 | 2 | 2 | 2 | 12 | 8  | +4  | 8  |
| Surinam                | 6 | 2 | 1 | 3 | 5  | 11 | −6  | 7  |
| Kajmanské ostrovy      | 6 | 0 | 1 | 5 | 2  | 15 | −13 | 1  |

| 2. září 2011 19:30 UTC-6     |        |                        |                                                |
| Salvador                     | 3 – 2  | Dominikánská republika | Estadio Cuscatlán, San Salvador diváci: 25 272 |
| Zelaya 54', 77' Bautista 63' | Report | Cruz 66' Peralta 89'   | Estadio Cuscatlán, San Salvador diváci: 25 272 |

| 2. září 2011 18:00 UTC-3 |        |                   |                                                    |
| Surinam                  | 1 – 0  | Kajmanské ostrovy | André Kamperveen Stadion, Paramaribo diváci: 1 000 |
| Mando 11' (pen.)         | Report |                   | André Kamperveen Stadion, Paramaribo diváci: 1 000 |

| 6. září 2011 19:30 UTC-5 |        |                                          |                                                  |
| Kajmanské ostrovy        | 1 – 4  | Salvador                                 | Truman Bodden Stadium, George Town diváci: 2 200 |
| Ebanks 73' (pen.)        | Report | Bautista 49' Anaya 62', 80' Garcia 90+3' | Truman Bodden Stadium, George Town diváci: 2 200 |

| 6. září 2011 15:00 UTC-4 |        |                  |                                                   |
| Dominikánská republika   | 1 – 1  | Surinam          | Estadio Panamericano, San Cristóbal diváci: 2 300 |
| Ozuna 68'                | Report | Mando 25' (pen.) | Estadio Panamericano, San Cristóbal diváci: 2 300 |

| 7. října 2011 15:05 UTC-4 |        |                              |                                                   |
| Dominikánská republika    | 1 – 2  | Salvador                     | Estadio Panamericano, San Cristóbal diváci: 2 323 |
| Ozuna 54'                 | Report | Romero 37' (pen.) Blanco 67' | Estadio Panamericano, San Cristóbal diváci: 2 323 |

| 7. října 2011 19:30 UTC-5 |        |             |                                                  |
| Kajmanské ostrovy         | 0 – 1  | Surinam     | Truman Bodden Stadium, George Town diváci: 2 100 |
|                           | Report | Drenthe 57' | Truman Bodden Stadium, George Town diváci: 2 100 |

| 11. října 2011 19:30 UTC-6                       |        |                   |                                                |
| Salvador                                         | 4 – 0  | Kajmanské ostrovy | Estadio Cuscatlán, San Salvador diváci: 17 570 |
| Turcios 6' Purdy 13' J. Alas 42' Sosa 88' (pen.) | Report |                   | Estadio Cuscatlán, San Salvador diváci: 17 570 |

| 11. října 2011 18:00 UTC-3 |        |                        |                                                    |
| Surinam                    | 1 – 3  | Dominikánská republika | André Kamperveen Stadion, Paramaribo diváci: 1 200 |
| Kwasie 80'                 | Report | Faña 9' Ozuna 47', 75' | André Kamperveen Stadion, Paramaribo diváci: 1 200 |

| 11. listopadu 2011 20:03 UTC−3 |        |                             |                                                  |
| Surinam                        | 1 – 3  | Salvador                    | André Kamperveen Stadion, Paramaribo diváci: 500 |
| Esperance 81'                  | Report | Blanco 21', 58' Sánchez 78' | André Kamperveen Stadion, Paramaribo diváci: 500 |

| 11. listopadu 2011 15:00 UTC−4                   |        |                   |                                                   |
| Dominikánská republika                           | 4 – 0  | Kajmanské ostrovy | Estadio Panamericano, San Cristóbal diváci: 1 000 |
| Navarro 17' Ozuna 38' Rodríguez 64' Morrillo 79' | Report |                   | Estadio Panamericano, San Cristóbal diváci: 1 000 |

| 15. listopadu 2011 19:30 UTC−6  |        |         |                                               |
| Salvador                        | 4 – 0  | Surinam | Estadio Cuscatlán, San Salvador diváci: 9 659 |
| Romero 32', 62' Burgos 77', 83' | Report |         | Estadio Cuscatlán, San Salvador diváci: 9 659 |

| 15. listopadu 2011 19:30 UTC−5 |        |                        |                                                  |
| Kajmanské ostrovy              | 1 – 1  | Dominikánská republika | Truman Bodden Stadium, George Town diváci: 1 750 |
| M. Ebanks 73'                  | Report | García 41'             | Truman Bodden Stadium, George Town diváci: 1 750 |

### Skupina B
| Tým               | Z | V | R | P | VG | IG | +/- | B  |
| ----------------- | - | - | - | - | -- | -- | --- | -- |
| Guyana            | 6 | 4 | 1 | 1 | 9  | 5  | +4  | 13 |
| Trinidad a Tobago | 6 | 4 | 0 | 2 | 11 | 4  | +7  | 12 |
| Bermudy           | 6 | 3 | 1 | 2 | 8  | 7  | +1  | 10 |
| Barbados          | 6 | 0 | 0 | 6 | 2  | 14 | −12 | 0  |

| 2. září 2011 16:00 UTC-4 |        |         |                                                      |
| Trinidad a Tobago        | 1 – 0  | Bermudy | Hasely Crawford Stadium, Port of Spain diváci: 6 000 |
| Jones 45'                | Report |         | Hasely Crawford Stadium, Port of Spain diváci: 6 000 |

| 2. září 2011 19:30 UTC-4 |        |          |                                              |
| Guyana                   | 2 – 0  | Barbados | Providence Stadium, Providence diváci: 4 500 |
| Beveney 26' Pollard 73'  | Report |          | Providence Stadium, Providence diváci: 4 500 |

| 6. září 2011 16:00 UTC-4 |        |                        |                                                   |
| Barbados                 | 0 – 2  | Trinidad a Tobago      | Barbados National Stadium, Bridgetown diváci: 775 |
|                          | Report | Daniel 17' Roberts 67' | Barbados National Stadium, Bridgetown diváci: 775 |

| 6. září 2011 20:00 UTC-4 |        |           |                                              |
| Guyana                   | 2 – 1  | Bermudy   | Providence Stadium, Providence diváci: 4 200 |
| Mills 50', 60'           | Report | Smith 90' | Providence Stadium, Providence diváci: 4 200 |

| 7. října 2011 20:00 UTC-3 |        |                   |                                                  |
| Bermudy                   | 2 – 1  | Trinidad a Tobago | Bermuda National Stadium, Hamilton diváci: 2 243 |
| Russell 52' Wells 63'     | Report | Molino 82'        | Bermuda National Stadium, Hamilton diváci: 2 243 |

| 7. října 2011 16:00 UTC-4 |        |                      |                                                     |
| Barbados                  | 0 – 2  | Guyana               | Barbados National Stadium, Bridgetown diváci: 2 500 |
|                           | Report | Abrams 73' Nurse 87' | Barbados National Stadium, Bridgetown diváci: 2 500 |

| 11. října 2011 15:00 UTC-4      |        |          |                                                      |
| Trinidad a Tobago               | 4 – 0  | Barbados | Hasely Crawford Stadium, Port of Spain diváci: 3 000 |
| Peltier 7', 54', 62' Hector 90' | Report |          | Hasely Crawford Stadium, Port of Spain diváci: 3 000 |

| 11. října 2011 20:00 UTC-3 |        |            |                                                  |
| Bermudy                    | 1 – 1  | Guyana     | Bermuda National Stadium, Hamilton diváci: 2 573 |
| Nusum 71'                  | Report | Shakes 81' | Bermuda National Stadium, Hamilton diváci: 2 573 |

| 11. listopadu 2011 20:00 UTC−4 |        |                   |                                               |
| Guyana                         | 2 – 1  | Trinidad a Tobago | Providence Stadium, Providence diváci: 18 000 |
| Shakes 10' L. Cort 81'         | Report | Jones 90+3'       | Providence Stadium, Providence diváci: 18 000 |

| 11. listopadu 2011 15:00 UTC−4 |        |            |                                                           |
| Bermudy                        | 2 – 1  | Barbados   | Bermuda National Stadium, Devonshire Parish diváci: 1 000 |
| Smith 28' (pen.) Steede 49'    | Report | Adamson 7' | Bermuda National Stadium, Devonshire Parish diváci: 1 000 |

| 15. listopadu 2011 17:00 UTC−4 |        |        |                                                      |
| Trinidad a Tobago              | 2 – 0  | Guyana | Hasely Crawford Stadium, Port of Spain diváci: 2 000 |
| Jones 59' Peltier 65'          | Report |        | Hasely Crawford Stadium, Port of Spain diváci: 2 000 |

| 15. listopadu 2011 20:00 UTC−4 |        |                            |                                                                 |
| Barbados                       | 1 – 2  | Bermudy                    | Bermuda National Stadium, Devonshire Parish (Bermudy) diváci: 0 |
| Grosvenor 90+1'                | Report | Wells 46' Smith 72' (pen.) | Bermuda National Stadium, Devonshire Parish (Bermudy) diváci: 0 |

### Skupina C
| Tým       | Z | V | R | P | VG | IG | +/- | B  |
| --------- | - | - | - | - | -- | -- | --- | -- |
| Panama    | 4 | 4 | 0 | 0 | 15 | 2  | +13 | 12 |
| Nikaragua | 4 | 2 | 0 | 2 | 5  | 7  | −2  | 6  |
| Dominika  | 4 | 0 | 0 | 4 | 0  | 11 | −11 | 0  |

- Bahamy se vzdaly účasti kvůli zpoždění výstavby národního stadionu. Jiný vhodný stadion na ostrovech není a hrát v jiné zemi by bylo příliš nákladné.

| 2. září 2011 18:00 UTC-4 |        |                          |                                    |
| Dominika                 | 0 – 2  | Nikaragua                | Windsor Park, Roseau diváci: 3 000 |
|                          | Report | Leguías 1' Rodríguez 36' | Windsor Park, Roseau diváci: 3 000 |

| 6. září 2011 19:00 UTC-6 |        |                     |                                                    |
| Nikaragua                | 1 – 2  | Panama              | Estadio Nacional de Fútbol, Managua diváci: 10 521 |
| Torres 18' (vl.)         | Report | Tejada 7' Pérez 50' | Estadio Nacional de Fútbol, Managua diváci: 10 521 |

| 7. října 2011 18:00 UTC-4 |        |                                                   |                                    |
| Dominika                  | 0 – 5  | Panama                                            | Windsor Park, Roseau diváci: 4 000 |
|                           | Report | Waithe 26', 89' Tejada 34' Pérez 57' Buitrago 62' | Windsor Park, Roseau diváci: 4 000 |

| 11. října 2011 20:00 UTC-5          |        |           |                                                      |
| Panama                              | 5 – 1  | Nikaragua | Estadio Rommel Fernández, Panama City diváci: 10 846 |
| Tejada 29', 64' Pérez 49', 52', 87' | Report | Reyes 89' | Estadio Rommel Fernández, Panama City diváci: 10 846 |

| 11. listopadu 2011 19:00 UTC−6 |        |          |                                                   |
| Nikaragua                      | 1 – 0  | Dominika | Estadio Nacional de Fútbol, Managua diváci: 2 100 |
| Leguías 57'                    | Report |          | Estadio Nacional de Fútbol, Managua diváci: 2 100 |

| 15. listopadu 2011 20:00 UTC−5      |        |          |                                                     |
| Panama                              | 3 – 0  | Dominika | Estadio Rommel Fernández, Panama City diváci: 8 000 |
| Blackburn 7' Buitrago 21' Pérez 84' | Report |          | Estadio Rommel Fernández, Panama City diváci: 8 000 |

### Skupina D
| Tým                   | Z | V | R | P | VG | IG | +/- | B  |
| --------------------- | - | - | - | - | -- | -- | --- | -- |
| Kanada                | 6 | 4 | 2 | 0 | 18 | 1  | +17 | 14 |
| Portoriko             | 6 | 2 | 3 | 1 | 8  | 4  | +4  | 9  |
| Svatý Kryštof a Nevis | 6 | 1 | 4 | 1 | 6  | 8  | −2  | 7  |
| Svatá Lucie           | 6 | 0 | 1 | 5 | 4  | 23 | −19 | 1  |

| 2. září 2011 20:00 UTC-4                     |        |             |                                   |
| Kanada                                       | 4 − 1  | Svatá Lucie | BMO Field, Toronto diváci: 11 500 |
| Simpson 6', 61' De Rosario 50' Johnson 90+1' | Report | Paul 7'     | BMO Field, Toronto diváci: 11 500 |

| 2. září 2011 20:00 UTC-4 |        |           |                                       |
| Svatý Kryštof a Nevis    | 0 − 0  | Portoriko | Warner Park, Basseterre diváci: 3 500 |
|                          | Report |           | Warner Park, Basseterre diváci: 3 500 |

| 6. září 2011 20:00 UTC-4 |        |                                     |                                                    |
| Portoriko                | 0 – 3  | Kanada                              | Estadio Juan Ramón Loubriel, Bayamón diváci: 4 000 |
|                          | Report | Hume 42' Jackson 84' Ricketts 90+3' | Estadio Juan Ramón Loubriel, Bayamón diváci: 4 000 |

| 6. září 2011 18:00 UTC-4 |        |                                             |                                              |
| Svatá Lucie              | 2 − 4  | Svatý Kryštof a Nevis                       | Beausejour Stadium, Gros Islet diváci: 2 005 |
| Pierre 65' Valcin 84'    | Report | Lake 7' Francis 12' Mitchum 15' Elliott 44' | Beausejour Stadium, Gros Islet diváci: 2 005 |

| 7. října 2011 18:00 UTC-4 |        |                                                     |                                              |
| Svatá Lucie               | 0 – 7  | Kanada                                              | Beausejour Stadium, Gros Islet diváci: 1 005 |
|                           | Report | Jackson 18', 28', 40' Occean 34', 51' Hume 72', 86' | Beausejour Stadium, Gros Islet diváci: 1 005 |

| 7. října 2011 20:00 UTC-4 |        |                       |                                                    |
| Portoriko                 | 1 – 1  | Svatý Kryštof a Nevis | Estadio Juan Ramón Loubriel, Bayamón diváci: 2 500 |
| Cabrero 37'               | Report | Lake 59'              | Estadio Juan Ramón Loubriel, Bayamón diváci: 2 500 |

| 11. října 2011 19:00 UTC-4 |        |           |                                   |
| Kanada                     | 0 – 0  | Portoriko | BMO Field, Toronto diváci: 12 178 |
|                            | Report |           | BMO Field, Toronto diváci: 12 178 |

| 11. října 2011 20:00 UTC-4 |        |             |                                       |
| Svatý Kryštof a Nevis      | 1 – 1  | Svatá Lucie | Warner Park, Basseterre diváci: 1 000 |
| Lake 84'                   | Report | Valcin 75'  | Warner Park, Basseterre diváci: 1 000 |

| 11. listopadu 2011 20:00 UTC−4 |        |        |                                       |
| Svatý Kryštof a Nevis          | 0 – 0  | Kanada | Warner Park, Basseterre diváci: 4 000 |
|                                | Report |        | Warner Park, Basseterre diváci: 4 000 |

| 11. listopadu 2011 20:00 UTC−4 |        |                                       |                                                              |
| Svatá Lucie                    | 0 – 4  | Portoriko                             | Estadio Juan Ramón Loubriel, Bayamón (Portoriko) diváci: 350 |
|                                | Report | Arrieta 4' Ramos 14', 46' Cabrero 54' | Estadio Juan Ramón Loubriel, Bayamón (Portoriko) diváci: 350 |

| 15. listopadu 2011 19:00 UTC−5                              |        |                       |                                   |
| Kanada                                                      | 4 – 0  | Svatý Kryštof a Nevis | BMO Field, Toronto diváci: 10 235 |
| Occean 27' De Rosario 35' (pen.) Simpson 45+3' Ricketts 88' | Report |                       | BMO Field, Toronto diváci: 10 235 |

| 15. listopadu 2011 20:00 UTC−4 |        |             |                                                    |
| Portoriko                      | 3 – 0  | Svatá Lucie | Mayagüez Athletics Stadium, Mayagüez diváci: 1 050 |
| Ramos 13', 86' Marrero 88'     | Report |             | Mayagüez Athletics Stadium, Mayagüez diváci: 1 050 |

### Skupina E
| Tým                       | Z | V | R | P | VG | IG | +/- | B  |
| ------------------------- | - | - | - | - | -- | -- | --- | -- |
| Guatemala                 | 6 | 6 | 0 | 0 | 19 | 3  | +16 | 18 |
| Belize                    | 6 | 2 | 1 | 3 | 9  | 10 | −1  | 7  |
| Svatý Vincenc a Grenadiny | 6 | 1 | 2 | 3 | 4  | 12 | −8  | 5  |
| Grenada                   | 6 | 1 | 1 | 4 | 7  | 14 | −7  | 4  |

| 2. září 2011 15:30 UTC-4 |        |                                   |                                                      |
| Grenada                  | 0 – 3  | Belize                            | Grenada National Stadium, St. George's diváci: 2 600 |
|                          | Report | McCaulay 11' Róches 35' Smith 79' | Grenada National Stadium, St. George's diváci: 2 600 |

| 2. září 2011 20:00 UTC-6                      |        |                           |                                                              |
| Guatemala                                     | 4 – 0  | Svatý Vincenc a Grenadiny | Estadio Nacional Mateo Flores, Guatemala City diváci: 24 000 |
| Pappa 15' Flores 31' Rodríguez 53' Garcia 71' | Report |                           | Estadio Nacional Mateo Flores, Guatemala City diváci: 24 000 |

| 6. září 2011 16:00 UTC-6 |        |                      |                                   |
| Belize                   | 1 – 2  | Guatemala            | FFB Field, Belmopan diváci: 3 027 |
| McCaulay 77'             | Report | Cabrera 4' López 75' | FFB Field, Belmopan diváci: 3 027 |

| 18. září 2011 15:00 UTC-4 |        |               |                                             |
| Svatý Vincenc a Grenadiny | 2 – 1  | Grenada       | Arnos Vale Stadium, Kingstown diváci: 2 500 |
| M. Samuel 22' Stewart 72' | Report | Langaigne 76' | Arnos Vale Stadium, Kingstown diváci: 2 500 |

| 7. října 2011 15:30 UTC-6 |        |                                                |                                   |
| Belize                    | 1 – 4  | Grenada                                        | FFB Field, Belmopan diváci: 1 200 |
| Simpson 90'               | Report | Rennie 37' Julien 41' L. Joseph 50' Murray 80' | FFB Field, Belmopan diváci: 1 200 |

| 7. října 2011 15:05 UTC-4 |        |                                   |                                             |
| Svatý Vincenc a Grenadiny | 0 – 3  | Guatemala                         | Arnos Vale Stadium, Kingstown diváci: 3 000 |
|                           | Report | Rodríguez 44', 58' Pezzarossi 71' | Arnos Vale Stadium, Kingstown diváci: 3 000 |

| 11. října 2011 20:00 UTC-6            |        |              |                                                              |
| Guatemala                             | 3 – 1  | Belize       | Estadio Nacional Mateo Flores, Guatemala City diváci: 21 107 |
| Gallardo 6' (pen.) López 65' Ruiz 81' | Report | McCaulay 31' | Estadio Nacional Mateo Flores, Guatemala City diváci: 21 107 |

| 15. října 2011 15:00 UTC-4 |        |                           |                                                      |
| Grenada                    | 1 – 1  | Svatý Vincenc a Grenadiny | Grenada National Stadium, St. George's diváci: 2 000 |
| Murray 90+2'               | Report | M. Samuel 62'             | Grenada National Stadium, St. George's diváci: 2 000 |

| 11. listopadu 2011 20:00 UTC−6 |        |         |                                                              |
| Guatemala                      | 3 – 0  | Grenada | Estadio Nacional Mateo Flores, Guatemala City diváci: 13 710 |
| García 1', 31' Padilla 45'     | Report |         | Estadio Nacional Mateo Flores, Guatemala City diváci: 13 710 |

| 11. listopadu 2011 15:30 UTC−6 |        |                           |                                 |
| Belize                         | 1 – 1  | Svatý Vincenc a Grenadiny | FFB Field, Belmopan diváci: 300 |
| McCaulay 22'                   | Report | Stewart 11'               | FFB Field, Belmopan diváci: 300 |

| 15. listopadu 2011 15:00 UTC−4 |        |                                                      |                                                    |
| Grenada                        | 1 – 4  | Guatemala                                            | Grenada National Stadium, St. George's diváci: 200 |
| Rennie 37' (pen.)              | Report | Mark 77' (vl.), 90+2' (vl.) Thompson 78' Ramírez 85' | Grenada National Stadium, St. George's diváci: 200 |

| 15. listopadu 2011 15:00 UTC−4 |        |                          |                                           |
| Svatý Vincenc a Grenadiny      | 0 – 2  | Belize                   | Arnos Vale Stadium, Kingstown diváci: 500 |
|                                | Report | McCaulay 75', 78' (pen.) | Arnos Vale Stadium, Kingstown diváci: 500 |

### Skupina F
| Tým                       | Z | V | R | P | VG | IG | +/- | B  |
| ------------------------- | - | - | - | - | -- | -- | --- | -- |
| Antigua a Barbuda         | 6 | 5 | 0 | 1 | 26 | 5  | +21 | 15 |
| Haiti                     | 6 | 4 | 1 | 1 | 21 | 6  | +15 | 13 |
| Curaçao                   | 6 | 2 | 1 | 3 | 15 | 13 | +2  | 7  |
| Americké Panenské ostrovy | 6 | 0 | 0 | 6 | 2  | 40 | −38 | 0  |

| 2. září 2011 15:00 UTC-5                                                |        |                           |                                                   |
| Haiti                                                                   | 6 – 0  | Americké Panenské ostrovy | Stade Sylvio Cator, Port-au-Prince diváci: 12 000 |
| Marcelin 18' Maurice 27' Pierre-Louis 44' Monuma 61' Alexandre 65', 78' | Report |                           | Stade Sylvio Cator, Port-au-Prince diváci: 12 000 |

| 2. září 2011 19:00 UTC-4                            |        |                        |                                                        |
| Antigua a Barbuda                                   | 5 – 2  | Curaçao                | Sir Vivian Richards Stadium, North Sound diváci: 2 000 |
| Joseph 42' Griffith 45+2' Thomas 54' Byers 75', 80' | Report | Meulens 9' Siberie 74' | Sir Vivian Richards Stadium, North Sound diváci: 2 000 |

| 6. září 2011 20:00 UTC-4   |        |                                                            |                                                |
| Curaçao                    | 2 – 4  | Haiti                                                      | Stadion Ergilio Hato, Willemstad diváci: 5 000 |
| De Waard 12' Zimmerman 43' | Report | Lafrance 37' Marcelin 58' Guerrier 61' Zimmerman 75' (vl.) | Stadion Ergilio Hato, Willemstad diváci: 5 000 |

| 6. září 2011 15:30 UTC-4  |        |                                                                                  |                                                  |
| Americké Panenské ostrovy | 1 – 8  | Antigua a Barbuda                                                                | Paul E. Joseph Stadium, Frederiksted diváci: 250 |
| Browne 49'                | Report | Christian 18' Byers 38' (pen.), 51', 57' Cochrane 47' Dublin 54' Burton 68', 74' | Paul E. Joseph Stadium, Frederiksted diváci: 250 |

| 7. října 2011 16:00 UTC-4 |        |                                                                          |                                                  |
| Americké Panenské ostrovy | 0 – 7  | Haiti                                                                    | Paul E. Joseph Stadium, Frederiksted diváci: 406 |
|                           | Report | Maurice 5', 66', 82' (pen.) Jaggy 11' Belfort 57', 74' (pen.) Goreux 64' | Paul E. Joseph Stadium, Frederiksted diváci: 406 |

| 7. října 2011 20:00 UTC-4 |        |                   |                                                |
| Curaçao                   | 0 – 1  | Antigua a Barbuda | Stadion Ergilio Hato, Willemstad diváci: 2 563 |
|                           | Report | T. Thomas 73'     | Stadion Ergilio Hato, Willemstad diváci: 2 563 |

| 11. října 2011 15:00 UTC-5    |        |                     |                                                  |
| Haiti                         | 2 – 2  | Curaçao             | Stade Sylvio Cator, Port-au-Prince diváci: 7 800 |
| Maurice 25' (pen.) Pierre 62' | Report | Siberie 7' Bito 14' | Stade Sylvio Cator, Port-au-Prince diváci: 7 800 |

| 11. října 2011 19:00 UTC-4                                                           |        |                           |                                                        |
| Antigua a Barbuda                                                                    | 10 – 0 | Americké Panenské ostrovy | Sir Vivian Richards Stadium, North Sound diváci: 1 500 |
| T. Thomas 6', 41', 78' Byers 23', 30', 39' Burton 54', 66' J. Thomas 85' Murtagh 90' | Report |                           | Sir Vivian Richards Stadium, North Sound diváci: 1 500 |

| 11. listopadu 2011 19:00 UTC−4 |        |       |                                                        |
| Antigua a Barbuda              | 1 – 0  | Haiti | Sir Vivian Richards Stadium, North Sound diváci: 8 000 |
| Skepple 81'                    | Report |       | Sir Vivian Richards Stadium, North Sound diváci: 8 000 |

| 11. listopadu 2011 16:00 UTC−4 |        |                          |                                                  |
| Americké Panenské ostrovy      | 0 – 3  | Curaçao                  | Paul E. Joseph Stadium, Frederiksted diváci: 210 |
|                                | Report | Siberie 8', 14' Bito 26' | Paul E. Joseph Stadium, Frederiksted diváci: 210 |

| 15. listopadu 2011 15:00 UTC−5 |        |                   |                                                  |
| Haiti                          | 2 – 1  | Antigua a Barbuda | Stade Sylvio Cator, Port au Prince diváci: 3 000 |
| Aveska 60' Belfort 65'         | Report | T. Thomas 9'      | Stade Sylvio Cator, Port au Prince diváci: 3 000 |

| 15. listopadu 2011 20:00 UTC−4                              |        |                           |                                                |
| Curaçao                                                     | 6 – 1  | Americké Panenské ostrovy | Stadion Ergilio Hato, Willemstad diváci: 2 000 |
| Carmedlia 33', 78' Siberie 39', 85' Espacia 73' Cijntje 89' | Report | Cornelius 50'             | Stadion Ergilio Hato, Willemstad diváci: 2 000 |